# Liste der denkmalgeschützten Objekte in Oberschlierbach
Die Liste der denkmalgeschützten Objekte in Oberschlierbach enthält die 4 denkmalgeschützten, unbeweglichen Objekte der Gemeinde Oberschlierbach im Bezirk Kirchdorf (Oberösterreich).

## Denkmäler
| Foto |                 | Denkmal                                                                     | Standort                                      | Beschreibung | Metadaten |
| ---- | --------------- | --------------------------------------------------------------------------- | --------------------------------------------- | --- | --- |
| ja   | Datei hochladen | Bauernhaus, Schmikingergut HERIS-ID: 88655 Objekt-ID: 103237                | Grillparz 57 Standort KG: Oberschlierbach     | | BDA-Hist.: Q37727057 Status: § 2a Stand der BDA-Liste: 2025-06-30 Name: Bauernhaus, Schmikingergut GstNr.: 2232 Schmikingergut Oberschlierbach                    |
| ja   | Datei hochladen | Hofkapelle Schmiking HERIS-ID: 88656 Objekt-ID: 103238                      | bei Grillparz 57 Standort KG: Oberschlierbach | | BDA-Hist.: Q37727075 Status: § 2a Stand der BDA-Liste: 2025-06-30 Name: Hofkapelle Schmiking GstNr.: 2230 Hofkapelle Schmiking                                    |
| ja   | Datei hochladen | Bauernhof Bachl-Baumgarten, Baumgartnerhof HERIS-ID: 38344 Objekt-ID: 37884 | Hochkogl 33 Standort KG: Oberschlierbach      | | BDA-Hist.: Q37980654 Status: Bescheid Stand der BDA-Liste: 2025-06-30 Name: Bauernhof Bachl-Baumgarten, Baumgartnerhof GstNr.: .4 Baumgartnerhof, Oberschlierbach |
| ja   | Datei hochladen | Bauernhof mit Kapelle, Schiefer HERIS-ID: 88675 Objekt-ID: 103257           | Schieferstraße 7 Standort KG: Oberschlierbach | Das Schiefergut gehört seit 1902 dem Stift Schlierbach. Um 1911 wurde an der Südostecke des Vierkanters eine Kapelle eingerichtet. Der Hof beherbergt auch den Kindergarten von Oberschlierbach. | BDA-Hist.: Q37727145 Status: § 2a Stand der BDA-Liste: 2025-06-30 Name: Bauernhof mit Kapelle, Schiefer GstNr.: .144                                              |